# Österrikisk minnestjänst
Österrikisk minnestjänst, Den österrikiska minnestjänsten av förintelsen, är ett alternativ till den österrikiska militärtjänsten. Minnestjänstens deltagare arbetar vid de viktigaste institutionerna som speglar händelserna under förintelsen.
Initiativet till minnestjänsten togs av statsvetaren Andreas Maislinger från Innsbruck som lät sig inspireras av grundtanken till den tyska organisationen Aktion Sühnezeichen (Aktion försoning). Maislinger har också själv arbetat som frivillig för Aktion Sühnezeichen i Auschwitz. 1991 fastställde den österrikiska regeringen minnestjänsten som ett alternativ till militärtjänst, och som en följd av det uppstod en oberoende men huvudsakligen regeringsfinansierad organisation. Den österrikiska minnestjänsten av förintelsen utgör även ett nätverk för minnesmärken och museer. Sedan 1992 har 100 minnestjänare, de flesta av dem i tjugoårsåldern, deltagit i arbetet.
Den österrikiske förbundskanslern Franz Vranitzky nämnde organisationen vid ett tal i Jerusalem 1993: Avsikten med minnestjänsten är att understryka att Österrike erkänner sin del av skulden för judeutrotningen."

## Ingående organisationer

### Tyskland
- Berlin - Jüdisches Museum Berlin
- Moringen - KZ-Gedenkstätte im Torhaus Moringen

### Bulgarien
- Sofia - Schalom - Organization of the Jews in Bulgaria

### Kanada
- Montréal - Centre commémoratif de l'Holocauste à Montréal
- Montréal - Kleinmann Family Foundation

### Kina
- Shanghai - Center of Jewish Studies

### Tjeckien
- Prag - Federation of Jewish Communities

### Frankrike
- Oradour-sur-Glane - Centre de la Mémoire d’Oradour
- Paris - La Fondation pour la Mémoire de la Déportation

### Ungern
- Budapest - European Roma Rights Center

### Israel
- Jerusalem - Yad Vashem

### Italien
- Como - Istituto di Storia Contemporanea "Pier Amato Perretta"(ISC)
- Milano - Centro Di Documentazione Ebraica Contemporanea
- Prato - Museo della Deportazione

### Polen
- Kraków - Centrum Kultury Żydowskiej - Centrum för judisk kultur
- Oświęcim - Auschwitz Jewish Center

### Storbritannien
- London - The National Yad Vashem Charitable Trust
- London - Institute of Contempory History and Wiener Library

### USA
- Detroit - Holocaust Memorial Center
- Houston - Holocaust Museum Houston
- Los Angeles - Centre Simon-Wiesenthal
- Los Angeles - Survivors of the Shoah Visual History Foundation
- New York - Museum of Jewish Heritage
- Reno - Center for Holocaust, Genocide & Peace Studies
- Richmond - Virginia Holocaust Museum
- San Francisco - Holocaust Center of Northern California
- Saint Petersburg - The Florida Holocaust Museum

### Sverige
- Stockholm - Forum för levande historia
- Uppsala - The Uppsala Programme for Holocaust and Genocide Studies